# Teenage fair
Teenage fair eller tonårsmässan var en stor mässa om ungdomskultur som först anordnades i Göteborg den 17-22 november 1967. Tillsammans med en tonårsmässa i Köpenhamn som öppnade någon vecka tidigare, var detta den första tonårsmässan i Europa. Den skapades efter förebild från USA och organiserades av Ted Aspudd, Liz Korallus och Justus Korallus. Paret Korallus hade tillsammans med Aspudd i maj samma år startat bolaget Teenage fair, med ambition att starta filaler i Europa och anordna en mängd  tonårsmässor.
Teenage fair i Göteborg hölls i industrihallen på Svenska mässan, omfattade 219 svenska och utländska företag och visade bland annat upp mode, musik, inredning, bilar och fritidssysselsättningar. Under mässan genomförde även två studenter från sociologiska institutionen på Göteborgs universitet en stor undersökning om ungdomars konsumtionsvanor. Mässan avslutades den 22 november med en stor popfestival med band som Traffic, Blossom toes, The crazy world of Arthur Brown, Paul Jones, Tom & Mick & Maniacs, Jerry Williams, Vanguards, Young Ideas, Jade Hexogram, May Flowers, Lucas (med Janne Lucas), Thom McJohn med flera. Mässan drog en stor publik men resulterade även i en hel del protester på grund av dess kommersiella karaktär.
När bolaget Teenage fair arrangerade en liknande mässa vid juletid på Sankt Eriks-Mässan i Storängsbotten i Stockholm året därpå, utbröt stora protester. Aktionsgrupper som Alternativ jul, Jul nu och Stoppa tonårsmässan genomförde uppmärksammade aktioner och demonstrationer mot mässan. De häftiga protesterna resulterade i att mässan fick stängas i förtid.